# Замлине (Здунськовольський повіт)
Замлине (пол. Zamłynie) — село в Польщі, у гміні Здунська Воля Здунськовольського повіту Лодзинського воєводства.
Населення — 219 осіб (2011).
У 1975-1998 роках село належало до Серадзького воєводства.

## Демографія
Демографічна структура станом на 31 березня 2011 року:
|          | Загалом | Допрацездатний вік | Працездатний вік | Постпрацездатний вік |
| -------- | ------- | ------------------ | ---------------- | -------------------- |
| Чоловіки | 103     | 24                 | 68               | 11                   |
| Жінки    | 116     | 23                 | 68               | 25                   |
| Разом    | 219     | 47                 | 136              | 36                   |